# 남청함대
남청함대(南清艦隊 난신칸타이[*])은 청일전쟁의 영향으로 1905년  12월부터 1908년 12월 24일까지 있었던 일본 제국 해군의 첫번째 주중국 함대이다.

## 역사
청일 전쟁의 조약이 발효됨에 따라 중국 장강 연안에 일본이 진출하게 되면서, 그들에 대한 안전 및 권리 보장을 빌미로 방호순양함과 포함을 중심으로 함대가 꾸려졌다. 
신해혁명이 일어나자, 전력을 보강하여 1908년 12월 24일에 제3함대로 개명되었다.

## 지휘부
| 계급 | 성명              | 취임일           | 이임일          | 비고 |
| ---- | ----------------- | ---------------- | --------------- | ---- |
| 소장 | 다케토미 구니카네 | 1905년 12월 20일 |                 |      |
| 소장 | 다마리 지카카타   | 1906년 11월 22일 | 1908년 8월 28일 |      |
| 소장 | 데라가키 이조     | 1908년 8월 28일  | 12월 24일       |      |

| 계급 | 성명            | 취임일           | 이임일          | 비고 |
| ---- | --------------- | ---------------- | --------------- | ---- |
| 소좌 | 노자키 고쥬로   | 1905년 12월 20일 | 1906년 1월 25일 |      |
| 대위 | 고바야시 세이조 | 1905년 12월 20일 | 1906년 1월 25일 |      |
| 대위 | 도스 다마키     | 1906년 8월 3일   | 1907년 4월 5일  |      |
| 대위 | 시카마 고스케   | 1907년 8월 5일   | 1908년 4월 20일 |      |
| 소좌 | 이다 노부타로   | 1908년 4월 20일  | 7월 22일        |      |
| 소좌 | 이쥬인 슌       | 1908년 11월 20일 | 12월 24일       |      |
| 대위 | 가토 다카요시   | 1908년 11월 20일 | 12월 24일       |      |

## 함선
- 다카치호
- 나니와; 1908년 1월 1일 ~
- 니타카; 1908년 8월 28일 ~
- 쓰시마; 1908년 8월 28일 ~
- 지토세
- 아키쓰시마; 1906년 6월 1일 ~
- 이즈미; 1908년 1월 1일 ~ 10월 6일
- 우지; ~ 1908년 8월 28일, 1908년 10월 6일 ~
- 스미다
- 후시미; 1906년 11월 22일 ~

## 참고
- 秦郁彦 (2005년 8월 1일). 《日本陸海軍総合事典》 (일본어) 2판. 도쿄 대학 출판회. ISBN 4130301357.
- 福川秀樹 (2001년 2월). 《日本陸軍将官辞典》 (일본어). 芙蓉書房. ISBN 978-4829502730.